# Geranomyia obsolescens
Geranomyia obsolescens är en tvåvingeart. Geranomyia obsolescens ingår i släktet Geranomyia och familjen småharkrankar.

## Underarter
Arten delas in i följande underarter:
- G. o. chicapae
- G. o. obsolescens